# Jan Carstensz
Jan Carstensz (Emden, 1590 – na 1635) was een Nederlandse zeevaarder in dienst van de VOC, die in 1623 een ontdekkingsreis naar Nieuw-Guinea en Australië maakte. Willem Joosten van Colster (ook bekend als 'Willem Joosten van Coolsteerdt') nam ook aan deze ontdekkingsreis deel en ontdekte onafhankelijk van Carstensz Arnhemland.

## In dienst bij de VOC
Carstensz ging in 1616 als onderkoopman op het schip Trouw naar Indië. Deze reis, onder opperkoopman Pieter de Carpentier, was een van de eerste die via de zuidelijke route naar Indië ging, zoals aangewezen door Hendrik Brouwer. Daarbij werd vanaf de Kaap de Goede Hoop eerst met westelijke winden in de richting van Australië gezeild en daarna noordwaarts naar de Straat Soenda. De route beviel de bemanning goed. De Carpentier schreef: 'Het causeert preservatie van coopmanschappen en de vivres, ende daerbeneffens gezont volck. Wy en hebben, Godtloff, niet één zieck mensch voor Bantam gebracht.' Carstensz vertrok daarna naar Banda, en bracht het in 1620 tot opperkoopman. Na afloop van zijn dienstverband in 1621 ging hij in Banda verder als vrijburger.
Eind 1622 werd hij door de gouverneur van Ambon, Herman van Speult, gevraagd voor een expeditie naar het zuiden. Hij had als opdracht 'om met die van Kaij, Arou ende Tenimbar vrientschap te maecken, mitsgaders om 't lant van Nova Guinea te ontdecken.' Carstensz bleef wel vrijburger en ontving geen gage.

## Expeditie naar Australië

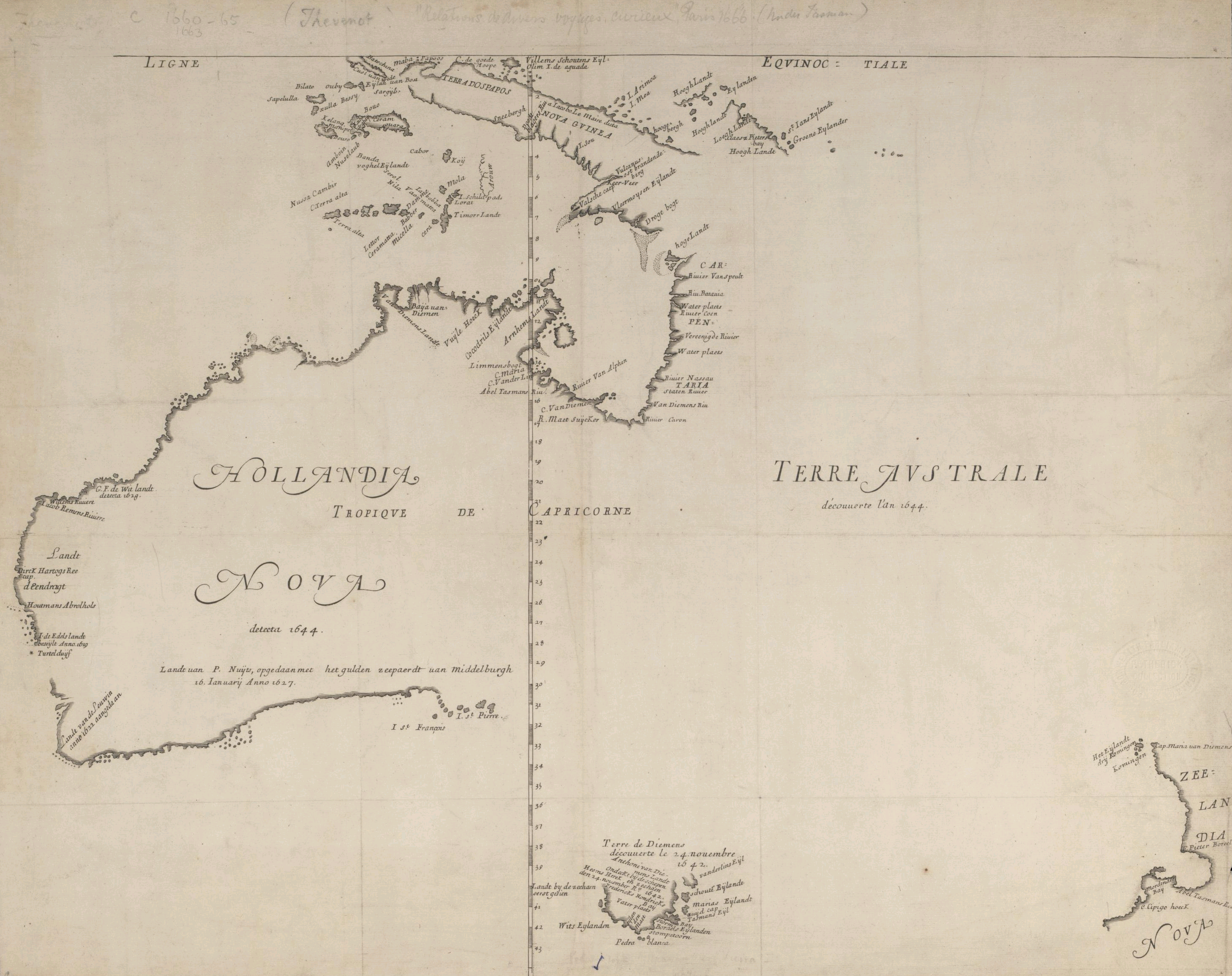
Kaart van Australië gemaakt na de reis van Tasman.

Op 21 januari 1623 vertrok Carstensz vanaf Ambon met twee schepen, de Pera en de Arnhem, met als kapitein Dirck Melisz. Hij bezocht een aantal eilanden, en vervolgde zijn reis naar de zuidkust van Nieuw-Guinea. Tijdens een bezoek aan de kust werden een aantal mannen, waaronder Meliszoon, gedood. Het commando op de Arnhem werd overgenomen door Van Colster.
Carstensz slaagde er bij het volgen van de kust van Nieuw-Guinea niet in om de Straat Torres tussen Nieuw-Guinea en Australië te vinden. De twee jachten raakten er verzeild tussen gevaarlijke zandbanken, 'daer als in een cauw (kooi) ingeseylt waeren'. Verder naar het oosten werd het steeds ondieper, zodat men concludeerde dat er geen doorgang was. Men noemde de plek De Drooge Bocht. Carstensz vervolgde daarom zijn reis langs de westkust van Kaap York-schiereiland. Hij passeerde Kaap Keerweer (het verste punt van de eerdere ontdekkingsreis van Willem Jansz). Twee dagen later raakten de schepen gescheiden. Carstensz volgde de kust zuidwaarts tot 10°50' zuiderbreedte (nabij Kaap York). Op 17 april ging Carstensz met zes mannen aan land, 'wesende een effene ende schoone landouw met weynich geboomte, goet aertrijck om alles daerin te planten ende sayen, maer voor sooveel wy conden vernemen ende sien, met gants geen vers water': de eerste beschrijving van het binnenland van Noord-Australië. Men ontdekte een aantal rivieren, waaronder de Staten-revier (de huidige Staaten River), de Vereenichde revier, de Revier de Carpentier (de Carpentier River) en de Nassauw-revier (de Nassau River), waarvan het water zout bleek te zijn. Bij de Coen revier raakte men slaags met honderden met 'assagayen' bewapende Aborigines, waarbij een van hen werd doodgeschoten. Er begon gebrek aan drinkwater te ontstaan, maar bij de Nassauw rivier vond men na diep graven eindelijk zoet water. Deze plek werd Waterplaets genoemd. Carstensz liet er een houten bord achter met de tekst: 'Anno 1623 den 24n April sijn hier aengecomen twee jachten wegen de Hooge Mogende Heeren Staten-Generael'. Via Nieuw-Guinea voer hij vervolgens naar de Aru-eilanden. Hier sloot hij op 26 mei een verbond met de hoofden namens de gouverneur-generaal, de Staten-Generaal, de Prins en de bewindhebbers van de VOC, en liet weer een paal met opschrift plaatsen. Op 8 juni kwam hij terug in Ambon.
Van Colster in de Arnhem zeilde na de scheiding noordwestwaarts, stak de Golf van Carpentaria over, en ontdekte Arnhemland alvorens naar de Banda-eilanden terug te keren. Hij kwam daar op 15 mei aan. Pas in 1636 zou er weer een expeditie ondernomen worden, onder leiding van Gerrit Pool.
Jan Carstensz' reisverslag uit 1623 concludeerde dat het land 'seer dorrich ende onvruchtbaer' was, en 'na ons oordeel het dorste en magerste geweste, dat in de weerlt soude mogen sijn; ja, oock de menschen soo miserabel ende onaensienlijck, als in mynen tijt ofte eeuw gesien hebbe'. Ook vermeldde zijn verslag gletsjers in de bergen van Nieuw-Guinea. 'De zestiende Februari vertoonde mij overhooch geberchte, dat op vele plaetsen wit met snee bedect lach, wesende certain vrij wat vreemts, als op bergen soo na de linie equinoctialis gelegen snee te hebben'. Hij werd hierom belachelijk gemaakt in de Republiek. Aan het begin van de twintigste eeuw bleken ten minste vijf uitlopers van het Maoke-gebergte (sneeuwbergen) nog steeds onder een ijskap te liggen.
Terug in Batavia vroeg Carstensz om een beloning voor zijn reis, aangezien hij die zonder gage had ondernomen. De Raad van Indië kende hem 200 realen van achten in contanten toe. Zijn opperstuurman Arent Maertsen de Leeuw kreeg er 50. Carstensz trad daarna weer in dienst van de VOC als opperkoopman op Ambon.

## Verdere loopbaan bij de VOC

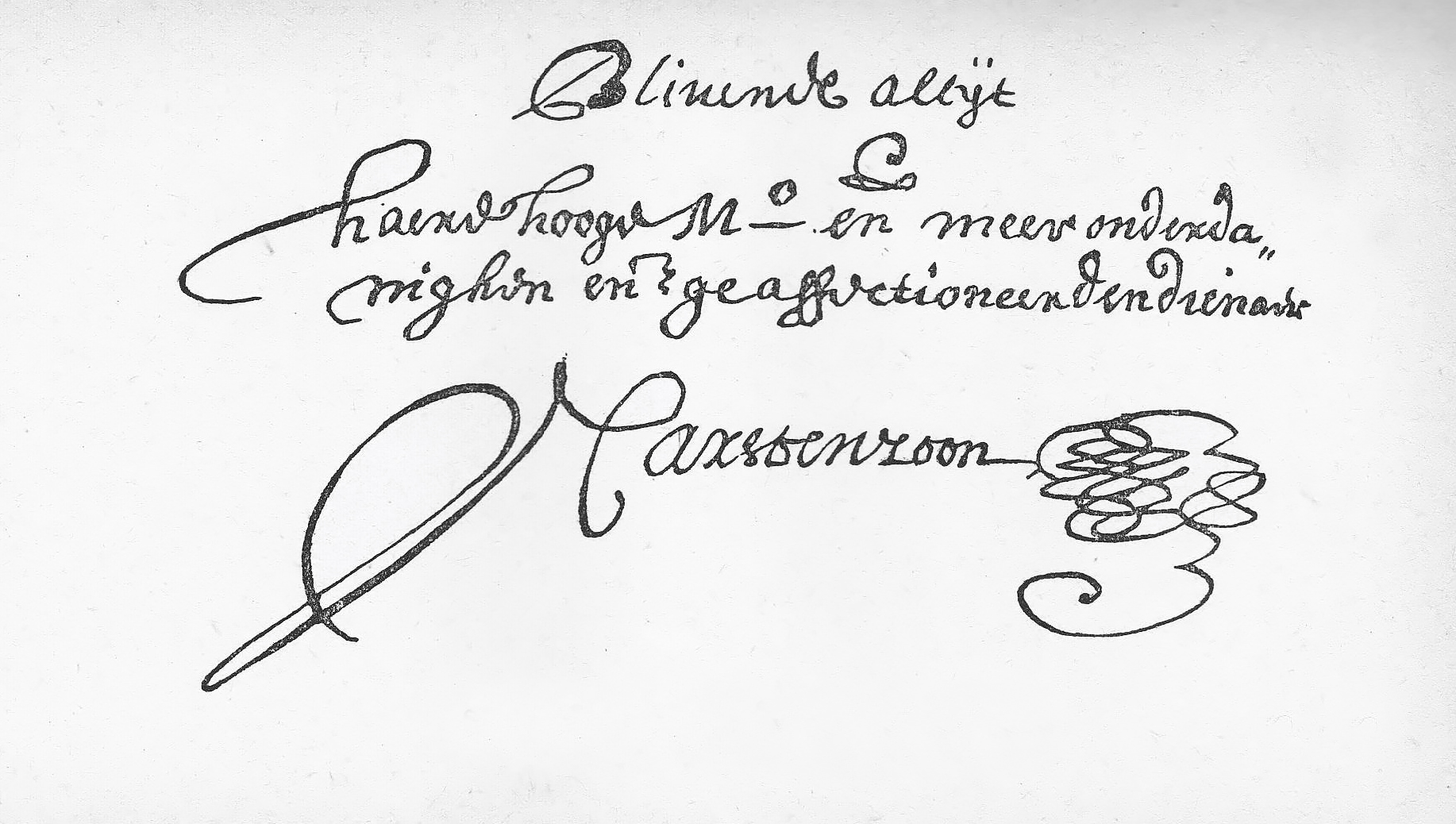
Handtekening van Jan Carstensz onder het verslag van zijn reis naar Australië.

In 1624 kruiste Carstensz voor Makassar om kruidnagelsmokkel te bestrijden, en voorzag de radja van Boeton van wapens om zich beter tegen de Makassaren te kunnen beschermen. In 1626 vertrok hij met Van Speult naar Suratte in India, waar Pieter van den Broecke een succesvol handelskantoor had geopend. Met vier schepen vol handelswaar ging men vandaar naar Mokka in Jemen. Van Speult reisde naar de hoofdstad, Sanaa, maar liep daar een ziekte op en overleed bij terugkomst. Carstensz volgde hem toen op als commandeur op de terugreis naar Suratte. Vandaar voer hij in oktober 1627 met drie schepen met handelswaar voor Europa terug naar de Republiek. Hij verscheen daar op 23 augustus 1628 in de vergadering van de bewindhebbers van de VOC-Kamer Amsterdam, en overhandigde een beschrijving van Mokka aan Hendrik Brouwer. Hij ontving 600 gulden als beloning.
In 1631 vertrok hij weer uit de Republiek als commandeur van een vloot naar Perzië en Batavia. Vandaar vertrok hij in augustus naar Formosa, waar hij op 10 september vijf kisten met geld afleverde in fort Zeelandia. Hij voer vervolgens met een aantal jachten langs de kust van China om te proberen daar handel te drijven. Dit werd bemoeilijkt door allerlei restricties en de activiteit van piraten. In januari 1632 werd Carstensz door gouverneur Putmans gevraagd per Chinese jonk naar Amoy (Xiamen) te gaan om Zheng Zhilong te bezoeken. Deze stond op het punt met een vloot naar het zuiden te gaan om piraten te bestrijden. Carstensz moest hem een 'vereeringe' van 200 realen van achten geven en afspraken maken tot samenwerking, het invorderen van schulden van Chinese kooplieden en meer 'liberteyt' in de handel. Zheng Zhilong bleek niet erg coöperatief te zijn waar het de schulden en de liberteyt betrof. Toen Carstensz na een week terugkwam in fort Zeelandia moest geconcludeerd worden dat 'in alles voor een dooffmansdeure geclopt schijnt te zijn'.
Terug in Batavia zond Hendrik Brouwer, die inmiddels gouverneur-generaal was, Carstensz in augustus 1632 met drie schepen naar het kantoor in Gamron in Perzië, om gekochte zijde op te halen en iets te doen aan vermoedde privé handel ten nadele van de Compagnie. In het tussengelegen Suratte droeg Philip Lucasz hem op de directeur van Gamron, Anthonie del Court, te vervangen door Nicolaes Overschie. In 1633 stuurde Lucasz hem met vier schepen naar Mozambique om voor de kust te kruisen en de bevoorrading van de Portugezen te blokkeren. Schepen om buit te maken werden er niet gezien. In 1635 keerde Carstensz als vice-commandeur met de retourvloot van Pieter Vlack terug naar de Republiek. Hij nam toen ontslag bij de VOC. Op 11 september ontving hij een speciale beloning van 400 gulden.